# Университет Бари
Университе́т и́мени А́льдо Мо́ро в Ба́ри (итал. Università degli Studi di Bari Aldo Moro) — государственное высшее учебное заведение в городе Бари, Апулия, Италия. Расположен на площади Умберто I в самом центре Бари. Один из самых престижных университетов Южной Италии и один из крупнейших университетов Италии, в котором обучается около 60 000 студентов

## История
Был создан в 1925 году как «Адриатический университет имени Бенито Муссолини». Начинался как факультет медицины и хирургии, в который вошла уже существовавшая школа акушерок и фармацевтическая школа. Впоследствии к ним добавились факультеты права, экономики и торговли (возникшие на базе королевской средней школы торговли, основанной в 1882 году) и сельского хозяйства. С 1944 года университет был расширен за счёт создания факультета литературы и философии, математических, физических и естественных наук, инженерии, педагогики, ветеринарной медицины и иностранных языков и литературы.
С мая 2008 года Университет Бари носит имя Альдо Моро, самого известного выпускника университета.
В 2014/2015 учебном году в университете обучались 47 369 студентов.
Согласно Академическому рейтингу университетов мира, в 2006 году вошёл в 500 основных высших учебных заведений.
По Лейденскому рейтингу находится на 437-м месте (2016). По Мировому рейтингу университетов QS в том же году вошёл в 700 лучших вузов.

## Структура
В составе университета 13 факультетов:
- Факультет сельскохозяйственных наук
- Факультет искусств и философии
- Факультет биотехнологических наук
- Факультет коммуникаций
- Факультет экономических наук
- Факультет педагогических наук
- Факультет иностранных языков и литературы
- Юридический факультет
- Факультет математики, физики и естествознания
- Факультет медицины и хирургии
- Фармацевтический факультет
- Факультет политологии
- Факультет ветеринарной медицины
- Ионический факультет права и экономики (Таранто)

Помимо обучения, университет также занимается научными исследованиями на уровне докторантуры. Исследовательские центры Университета Бари имеют международные связи с университетами и другими исследовательскими центрами мира.